# Cladocolea sandwithii
Cladocolea sandwithii là một loài thực vật có hoa trong họ Loranthaceae. Loài này được (Maguire) Kuijt mô tả khoa học đầu tiên năm 1991.